# Исаков, Александр Варфоломеевич
Александр Варфоломеевич Исаков (18 февраля [3 марта] 1911, Новотроицкое, Тобольская губерния — 23 ноября 1983, Каргаполье, Курганская область) — Герой Советского Союза, механик-водитель танка 93-й танковой бригады 4-й танковой армии 1-го Украинского фронта, сержант. После войны работал механиком совхоза «Восток» в Частоозерском районе Курганской области.

## Биография
Александр Исаков родился 18 февраля (3 марта) 1911 года в крестьянской семье в селе Новотроицком Утчанской волости Ишимского уезда Тобольской губернии, ныне село входит в Частоозерский муниципальный округ Курганской области. Русский.
Образование начальное, учился в Новотроицкой школе. В 15 лет отец в обмен на лошадь отдал его на пять лет в батраки.
С 1929 года работал в Петуховском зерносовхозе Петуховского района (ныне Петуховский муниципальный округ Курганской области), по окончании курсов трактористов был трактористом-комбайнером, механиком.
В 1941 году на фронт его не отпустили, оставили в колхозе. Он скомплектовал тракторную бригаду из женщин и научил их работать на технике так, чтобы они смогли заменить ушедших на фронт механизаторов.
В декабре 1943 года был призван в Рабоче-крестьянскую Красную армию Петуховским РВК. Направлен в школу механиков-водителей танков в Кургане в посёлке Увал.
В боях Великой Отечественной войны с августа 1944 года. Боевое крещение принял на Сандомирском плацдарме. Его Т-34 первым форсировал реку Вислу, уничтожил артиллерийский расчёт, несколько танков. За мужество и боевое мастерство в этом бою был удостоен первой награды — ордена Славы III степени.
В январе 1945 года в боях за город Пётркув-Трыбунальски экипаж, в котором служил А. Исаков, уничтожил четыре немецких танка и десятки гитлеровцев. Он был награждён орденом Славы II степени. Был в числе первых 30-31 января 1945 года при форсировании реки Одер. При отражении контрудара противника в районе населённого пункта Зофиенталь (южнее города Гура, Польша) уничтожил несколько вражеских танков и орудий, более 20 автомашин.
Из наградного листа на Александра Варфоломеевича Исакова:
30-31 января 1945 года при форсировании реки Одер частями шестого механизированного корпуса противник силами танковых дивизий "Герман Геринг" и "Бранденбург" пытался отрезать переправляемые части корпуса и захватить переправы. Сержант Исаков, выполняя приказ по отражению ожесточенных контратак противника в составе экипажа, умело и находчиво маневрируя на поле боя, уничтожил танков - 2, орудий - 4, автомашин - 23 и до 150 солдат и офицеров противника.
Участвовал в захвате штурмом города Равича. Первым ворвался в город, подавил экипажем огневые точки противника и уничтожил орудий - 3, "СУ" - 3, перерезал отход двух эшелонов противника с боеприпасами.

Командир 93-й отдельной танковой Житомирской Краснознаменной ордена Богдана Хмельницкого бригады гвардии майор Дементьев.
Указом Президиума Верховного Совета СССР от 10 апреля 1945 года за образцовое выполнение заданий командования и проявленные мужество и героизм в боях с немецко-фашистскими захватчиками беспартийному сержанту Исакову Александру Варфоломеевичу присвоено звание Героя Советского Союза с вручением ордена Ленина и медали «Золотая Звезда» (№ 8742).
Последний бой провёл в марте 1945 года в городе Равич у самой границы с Германией. Экипаж танка уничтожил три немецких самоходных орудия и прорвался на центральную площадь. Здесь прямым попаданием тяжёлого снаряда сорвало башню танка. Командир и наводчик погибли. Сам Исаков был контужен. Очнувшись, он направил свой безбашенный танк на вражеские артиллерийские позиции. Снова был подбит и потерял сознание. Но его внезапная атака помогла остальным экипажам пройти опасную зону и обеспечила успех боя. Очнулся отважный танкист уже в госпитале.
В 1945 году демобилизован. Вернулся домой. После увольнения с апреля 1946 по июль 1964 года работал в Волчанском птицесовхозе заведующим машино-тракторной мастерской, комбайнером, бригадиром тракторно-полеводческой бригады. С июля 1964 года — механиком совхоза «Восток» Волчанского (с 1969 года — Восточного) сельсовета. Частоозерского (в 1963—1972 гг. Петуховского) района Курганской области.
С 1948 года член ВКП(б), в 1952 году партия переименована в КПСС.
За ударную работу на совхозных полях награждён медалями «За освоение целинных земель», «За трудовую доблесть», орденом Трудового Красного Знамени. Был участником ВДНХ в Москве.
С 1968 года на пенсии. Жил в селе Восточном Частоозерского района. Активно участвовал в общественной жизни.
С декабря 1978 года жил в р.п. Каргаполье Каргапольского района Курганской области.
Александр Варфоломеевич Исаков умер 23 ноября 1983 года. Похоронен на Старом кладбище посёлка Ключи Тагильского сельсовета Каргапольского района Курганской области, ныне посёлок сельского типа входит в Каргапольский муниципальный округ Курганской области.

## Награды
- Герой Советского Союза, 10 апреля 1945 года[5][6][7]
  - Орден Ленина
  - Медаль «Золотая Звезда» № 8742
- Орден Славы II степени, 11 мая 1945 года[8]
- Орден Славы III степени, 29 января 1945 года[9]
- Орден Трудового Красного Знамени
- Медаль «За трудовую доблесть»
- Медаль «В ознаменование 100-летия со дня рождения Владимира Ильича Ленина», 1970 год
- Медаль «За победу над Германией в Великой Отечественной войне 1941—1945 гг.»
- Юбилейная медаль «Двадцать лет Победы в Великой Отечественной войне 1941—1945 гг.»
- Юбилейная медаль «Тридцать лет Победы в Великой Отечественной войне 1941—1945 гг.»
- Медаль «За освоение целинных земель»

## Память
- Улица А.В. Исакова в селе Новотроицком Частоозерского муниципального округа Курганской области, имя присвоено в 1980 году.
- Мемориальная доска, открыта 22 июня 2005 года в селе Восточном, где проработал с 1946 по 1968 год. Курганская область, Частоозерский муниципальный округ, село Восточное, ул. Комсомольская, 25 — 55°25′29″ с. ш. 67°53′05″ в. д.HGЯO[10]
- Мемориальная доска, открыта 1 сентября  2015 году в  МКОУ «Новотроицкая основная общеобразовательная школа», ныне организация ликвидирована. Курганская область, Частоозерский муниципальный округ, село Новотроицкое, ул. Красноармейская, 24 — 55°23′51″ с. ш. 68°02′17″ в. д.HGЯO
- Упомянут в Зале Славы Музея Победы на Поклонной горе, город Москва, площадь Победы, д. 3 — 55°43′50″ с. ш. 37°30′18″ в. д.HGЯO

## Семья
Дочь Любовь Александровна Козельчук.